# International Lifeguard Society
La International Lifeguard Society es una sociedad española dedicada al sector del salvamento y socorrismo acuático. A pesar de ser una sociedad mercantil, tiene una política de servicios sociales sin ánimo de lucro que la convierte en una organización humanitaria.
Sus características principales son la profesionalización, internacionalización y especialización del sector del socorrismo. 
Imparte cursos más completos que el resto de entidades españolas y realiza una formación continua entre sus empleados.
La International Lifeguard Society dispone además de un programa de voluntariado con el que forma y especializa a voluntarios que desempeñan servicios sociales dentro de la entidad. Todos los empleados y voluntarios son personas altamente cualificadas en sus funciones.
En la estructura de la entidad existen diferentes escalas en función del grado de preparación y orientación del personal. Para formar parte del grupo de trabajo es necesario cumplir con unos requisitos formativos específicos de cada nivel y pasar unas pruebas físicas. Una vez dentro existe la posibilidad de especialización y promoción a través de los distintos cursos formativos internos.
Los objetivos sociales principales de International Lifeguard Society son la promoción de la salud, el salvamento y socorrismo de damnificados en catástrofes internacionales, la mejora de la seguridad de las zonas de baño y la promoción de la accesibilidad a las zonas de baño para discapacitados.
La financiación para estas obras sociales está basada en las donaciones solidarias de particulares y empresas, las subvenciones de entidades públicas y los beneficios de la prestación de servicios mercantiles.